# Hans Siebert von Heister
Hans Siebert von Heister (1888, Düsseldorf, Německo – 1967, Berlín, Německo) byl německý malíř, spisovatel a novinář. V letech 1919–1921 byl členem skupiny Novembergruppe. V roce 1937 byla jeho díla spolu s mnoha dalšími vystavena na výstavě Entartete Kunst v Mnichově.

## Život a dílo
Heister nejprve studoval právo a dějiny umění, jeho učiteli byli Lovis Corinth a Konrad von Karloff. V roce 1919 vstoupil do finské umělecké skupiny Novembergruppen. Od roku 1921 pracoval hlavně pro noviny a časopisy. Národní socialistický režim ho považoval za nadšeného. Po válce uspěl jako malíř a spisovatel. Jeho obrazy jsou charakterizovány jako „posun“ expresionistického stylu, jsou barevné, často se stylizovanými rozpoznatelnými prvky. Hodně z obsahu obrazů je vnímáno jako náboženský podtext.